# Nguyễn Văn Thiệu
Nguyễn Văn Thiệu (Phan Rang–Tháp Chàm, 5 d'abril de 1923 – Boston, 29 de setembre de 2001) fou un militar i polític vietnamita, president de la República del Vietnam de 1965 a 1975. Fou general de l'Exèrcit de la República del Vietnam, cap de la junta militar i president de la República del Vietnam des del 1965 fins a la caiguda de Saigon deu anys després, que suposà la fi de la Guerra del Vietnam.

## Biografia
Nascut el 1923 a Phan Rang–Tháp Chàm (llavors part de la Indoxina Francesa) va militar al Việt Minh de Hồ Chí Minh durant un any per després unir-se a l'Exèrcit Nacional Vietnamita de l'Estat del Vietnam, on va anar escalant en la jerarquia militar. L'any 1954 va encapçalar un batalló en l'expulsió dels comunistes de la seva vila natal. Quan l'Exèrcit Nacional Vietnamita esdevingué l'Exèrcit de la República del Vietnam n'encapçalà l'acadèmia militar per posteriorment ser nomenat comandant primer i coronel més endavant. El nomvebre de 1960 va defensar al president Ngô Đình Diệm durant el cop d'estat al Vietnam liderant la Cinquena Divisió com a comandant, va unir-se al Cần Lao i va convertir-se al catolicisme. Va ser acusat de convertir-se perquè era la religió de Ngô Đình Diệm i aquest tractava millor als catòlics, malgrat que Nguyễn Văn Thiệu defensà que s'hi convertí perquè era la religió de la seva dona. No obstant, amb l'esclat de la crisi budista de 1963 Nguyễn Văn Thiệu va unir-se al nou cop d'estat i va liderar el setge al Palau de Gia Long. Després de la captura i execució de Ngô Đình Diệm, Nguyễn Văn Thiệu va ser nomenat general. Va haver-hi diversos cops d'estat més i enfrontaments entre els líders de la república, que Nguyễn Văn Thiệu va saber gestionar bé per tal d'anar escalant posicions com a dirigent fins a ser nomenat cap d'estat el 1965 i president el 1967 després d'unes eleccions amb poques garanties democràtiques.
Durant el seu mandat va ser acusat de ser tolerant amb la corrupció i va haver de liderar el país durant la Guerra del Vietnam fins al seu discurs de dimissió com a president (quan la caiguda de Saigon era imminent) el 21 d'abril de 1975. El discurs, que fou televisat, fou llarg, desordenat i a voltes incoherent. En un discurs ple de ressentiment contra els Estats Units, els culpà de no complir les seves promeses, de no ser una nació digna de confiança, i de comportar-se de manera inhumana i irresponsable. Entre molts altres retrets, afegí "Els americans heu enviat 500.000 soldats al Vietnam. No us han derrotat, heu fugit!". Després de la seva dimissió la presidència del país recaigué en el vicepresident Trần Văn Hương i una setmana i dos dies després caigué la capital i acabà la guerra.
Després de la seva renúncia volà a Taiwan per posteriorment obtenir la residència a Londres primer i a Massachusetts després. Es mantingué totalment allunyat de la vida pública i no publicà memòries ni concedí massa entrevistes.